# Martyrium Polycarpi

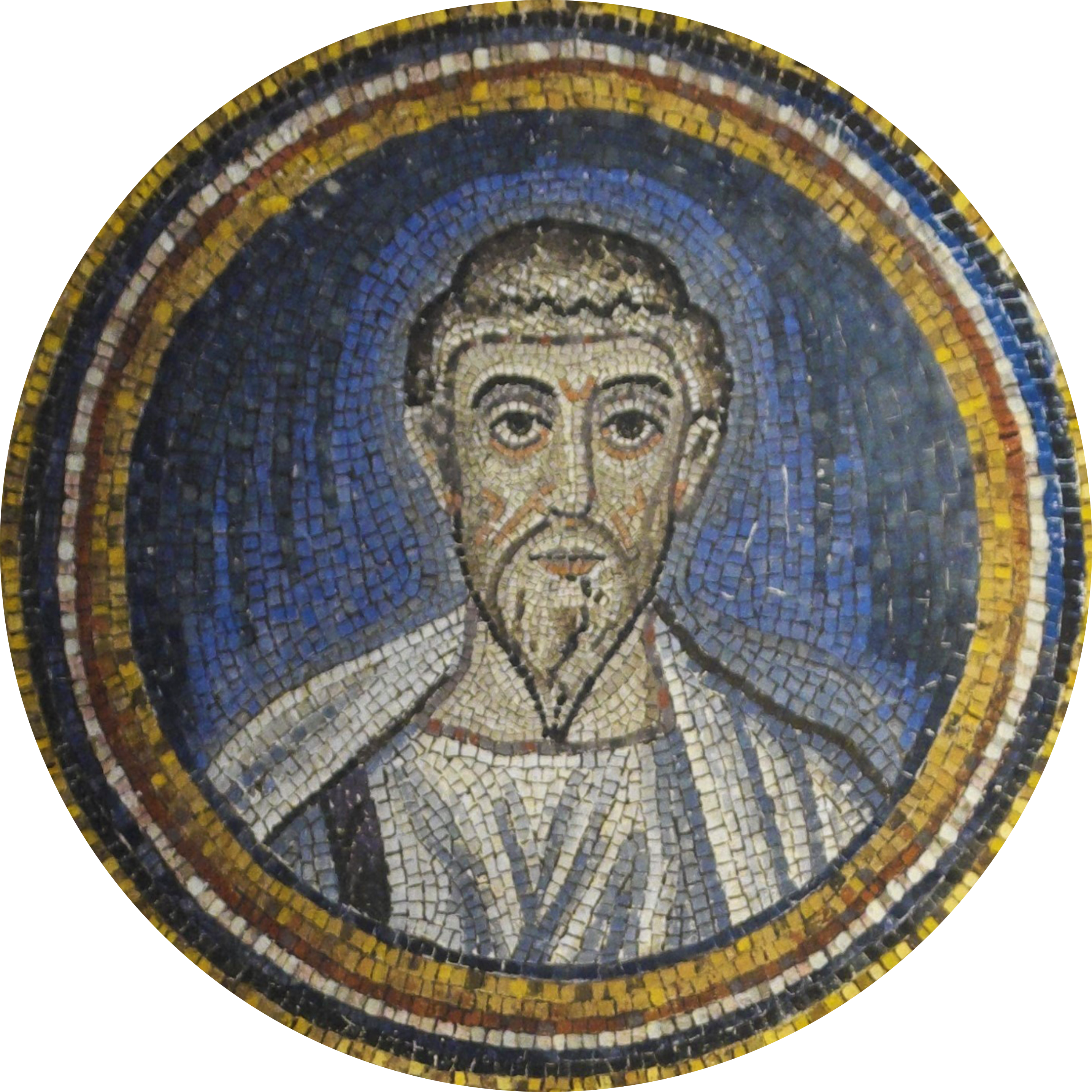
Mosaik-Medaillon des Polykarp von Smyrna (Erzbischöfliche Kapelle in Ravenna, 6. Jahrhundert)

Das Martyrium Polycarpi („Martyrium des Polykarp“, abgekürzt MartPol) ist ein Bericht in koine-griechischer Sprache über die Verhaftung und Hinrichtung des Bischofs Polykarp von Smyrna. Diese Ereignisse werden von der Forschung teils um 155 n. Chr., teils aber auch erst in die Regierungszeit des Kaisers Mark Aurel (167/168) oder noch später datiert. Der Martyriumsbericht ist als Brief der Ortskirche von Smyrna an die Ortskirche von Philomelium in Phrygien verfasst; ob er bereits kurz nach der Hinrichtung Polykarps aufgrund der Kenntnisse von Augenzeugen niedergeschrieben wurde, ist strittig.
Das Martyrium Polycarpi trug wesentlich zu einer christlichen Theologie des Martyriums bei. Es wird seit dem 17. Jahrhundert zur Schriftengruppe der Apostolischen Väter gerechnet.

## Inhalt

### Einleitung: Bewährung und Versagen angesichts des Martyriums
In der Einleitung wendet sich die Ortskirche von Smyrna an jene von Philomelium in Phrygien und bezeichnet Polykarp als vorbildlichen, am Evangelium orientierten Märtyrer. Nach einem allgemeinen Lob der christlichen Märtyrer kontrastiert der Verfasser das von Bekennermut gezeichnete Verhalten des Christen Germanicus mit dem negativen Verhalten des Christen Quintus. Germanicus war wilden Tieren vorgeworfen worden und hatte ein offenbar wenig aggressives Tier gereizt, um schneller den Märtyrertod zu erleiden. Der erst kürzlich aus Phrygien nach Smyrna zugezogene Quintus dagegen hatte sich freiwillig den römischen Behörden gestellt und auch andere dazu überredet. Im Verhör ließ er sich aber vom römischen Prokonsul überzeugen, bei der Tyche des Kaisers zu schwören, das pagane Opfer darzubringen und dadurch sein Leben zu retten. Erst drängte er sich zum Martyrium, dann versagte er.

### Polykarps Flucht und Verhaftung
Bischof Polykarp will in der Verfolgungssituation zunächst in Smyrna bleiben. Auf Wunsch der Mehrheit seiner Gemeindeglieder verlässt er dann aber sicherheitshalber die Stadt und zieht sich auf ein nahegelegenes Landgut zurück. Dies billigt der Erzähler. Polykarp weiß durch ein ekstatisches Erlebnis bereits, dass er den Flammentod sterben wird. Er wechselt das Versteck. Die Häscher befragen einen jungen Sklaven Polykarps unter der Folter, der den neuen Aufenthaltsort des Polykarp preisgibt. Als sie mit dem Sklaven dort eintreffen, nutzt Polykarp nicht die Möglichkeit zur Flucht, sondern geht seinen Verfolgern entgegen und unterhält sich mit ihnen. Der Bezug zur Gethsemane-Erzählung der Evangelien ist deutlich: Auch Christus wartete, bis er ausgeliefert wurde. Polykarp beeindruckt seine Häscher durch sein hohes Alter und seine Gelassenheit; er lässt ihnen eine Mahlzeit vorsetzen und erhält die Erlaubnis, vor seiner Festnahme noch eine Stunde zu beten. Auf einem Esel reitend, wird er nach Smyrna gebracht. Bevor der Trupp die Stadt erreicht, nehmen der Irenarch Herodes und dessen Vater Niketas Polykarp zu sich in ihren Reisewagen, um ihn im privaten Gespräch zu überzeugen, dass es keine große Sache sei, den Kaiser als Kyrios zu ehren und ein Opfer darzubringen. Als Polykarp sich weigert, stoßen sie ihn vom Wagen hinunter, so dass er das letzte Stück des Weges verletzt und zu Fuß zurücklegt. Das Ziel ist das Stadion von Smyrna, wo bereits eine lärmende Zuschauermenge wartet. Beim Eintreten spricht eine Himmelsstimme, die nur von den Christen gehört wird, Polykarp Mut zu.

### Verhör und Hinrichtung
Polykarp wird dem Prokonsul vorgeführt, der ihn zu überreden sucht, bei der Tyche des Kaisers zu schwören, ein Opfer darzubringen und Christus zu verfluchen. Polykarp weigert sich: „Sechsundachtzig Jahre diene ich ihm, und er hat mir kein Unrecht zugefügt; wie kann ich da meinen König verfluchen, der mich erlöst hat?“ Daraufhin lässt der Prokonsul der Menschenmenge auf den Zuschauerrängen verkünden, Polykarp habe sich als Christ bekannt. Die Menge aus Heiden und Juden schreit: „Dieser ist der Lehrer Asiens, der Vater der Christen, der Zerstörer unserer Götter, der durch seine Lehre viele bewegt, nicht zu opfern und anzubeten!“ Sie fordert, ihn den wilden Tieren vorzuwerfen. Der Prokonsul erklärt, die Tierhetzen seien bereits beendet. Daraufhin fordert die wütende Menge, Polykarp lebendig zu verbrennen und trägt selbst das Brennmaterial herbei, wobei sich besonders die Juden hervortun. Der greise Bischof legt seine Oberkleider ab und bittet, ihn nicht anzunageln. Er wird daraufhin festgebunden und das Brennmaterial um ihn aufgeschichtet. Polykarp spricht ein feierliches Gebet. Nach seinem Amen wird der Scheiterhaufen entzündet. Die anwesenden Christen erleben Wunderbares: „… das Feuer nahm die Form einer Wölbung an, wie ein vom Wind aufgeblähtes Schiffssegel … Er befand sich mittendrin, nicht wie Fleisch, das brät, sondern wie Brot, das gebacken wird, oder wie Gold und Silber, das im Schmelzofen gereinigt wird. Auch empfanden wir einen solchen Wohlgeruch wie von duftendem Weihrauch …“ Da das Feuer dem Polykarp nichts anhaben kann, wird einem confector befohlen, ihn mit einem Dolch zu erstechen. Aus der Wunde fliegt eine Taube hervor, und so viel Blut tritt aus, dass das Feuer des Scheiterhaufens erlischt. Die Menge ist erstaunt über dieses spektakuläre Ende des christlichen Märtyrers.

### Verbrennung und Bestattung der sterblichen Überreste
Viele Christen hätten gern die sterblichen Überreste des Polykarp davongetragen. Aber Niketes, der Vater des Irenarchen Herodes, bittet den Prokonsul auf Anstiften der Smyrnaer Juden, den Leichnam nicht herauszugeben. Der Verfasser betont an dieser Stelle, dass Märtyrerverehrung nicht in Konkurrenz zur Anbetung Christi tritt. Der Centurio lässt den Leichnam Polykarps auf dem Scheiterhaufen verbrennen. „Auf diese Weise haben wir hinterher seine Gebeine bekommen, die wertvoller sind als kostbare Steine und schätzbarer als Gold, und haben sie an geeigneter Stätte beigesetzt. Dort werden wir uns mit der Gnade Gottes nach Möglichkeit in Jubel und Freude versammeln und den Geburtstag seines Martyriums feiern zum Andenken an die, welche bereits den Kampf bestanden haben, und zur Übung und Vorbereitung für die, welche ihm noch entgegengehen.“

### Briefschluss
Der Briefschluss zieht das Fazit: Polykarps Verhalten entspricht ganz dem Evangelium und ist Vorbild für christliche Märtyrer. Markionos (Μαρκίωνος) hat diesen Bericht im Auftrag der Ortskirche von Smyrna verfasst; die Empfänger werden gebeten, ihn auch an andere Ortskirchen weiterzuleiten.

### Sekundäre Anhänge
Ein Nachtrag im Martyrium Polycarpi bietet folgende Datierung: „Der selige Polykarp erlitt das Martyrium am zweiten (Tag) des beginnenden Monats Xanthikos, am 23. Februar …, am großen Sabbat, um die achte Stunde. Er wurde ergriffen von Herodes zur Zeit des Oberpriesters Philippus von Tralles unter dem Prokonsulat des Statius Quadratus.“
Voneinander abweichende, sekundäre Anhänge zum Martyrium Polycarpi erzählen, wie der Text überliefert wurde:
- In den Codices Barrocianus, Hierosolymitanus und Parisinus heißt es, dass Gaius, ein Gefährte des Ignatius von Antiochia, die Aufzeichnungen des Irenäus zum Martyrium Polykarps abgeschrieben habe und diese Abschrift von Sokrates in Korinth kopiert worden sei. Sodann habe Pionius „die Schriftstücke, die vom Zahn der Zeit fast vernichtet worden waren, zusammengetragen“ – nachdem eine besondere „Offenbarung des seligen Polykarp“ ihn diese Dokumente hatte finden lassen.[9]
- Der Codex Mosquensis (13. Jahrhundert) baut auf dieser Tradition auf und vertieft die Beziehung zwischen Irenäus und Polykarp. Demnach hielt sich Irenäus in Rom auf, als Polykarp in Smyrna hingerichtet wurde. Er hörte „eine Stimme wie von einer Posaune, die sagte: Polykarp hat das Martyrium erlitten.“[10]
- Am ausführlichsten ist der Anhang des Codex Kosinitza, der nicht nur die Irenäus-Tradition des Mosquensis übernimmt, sondern auch die Figur des Isokrates einführt: Dieser Isokrates hatte auf der Suche nach griechischer Bildung alle philosophischen Schulen studiert, blieb aber unzufrieden. Dann wurde er von einer Himmelsstimme belehrt, dass „die Wahrheit in der katholischen Kirche“ sei; daraufhin begab er sich nach Smyrna und wurde durch die dortigen Märtyrer-Traditionen bekehrt.[11]

## Textüberlieferung und Editionen

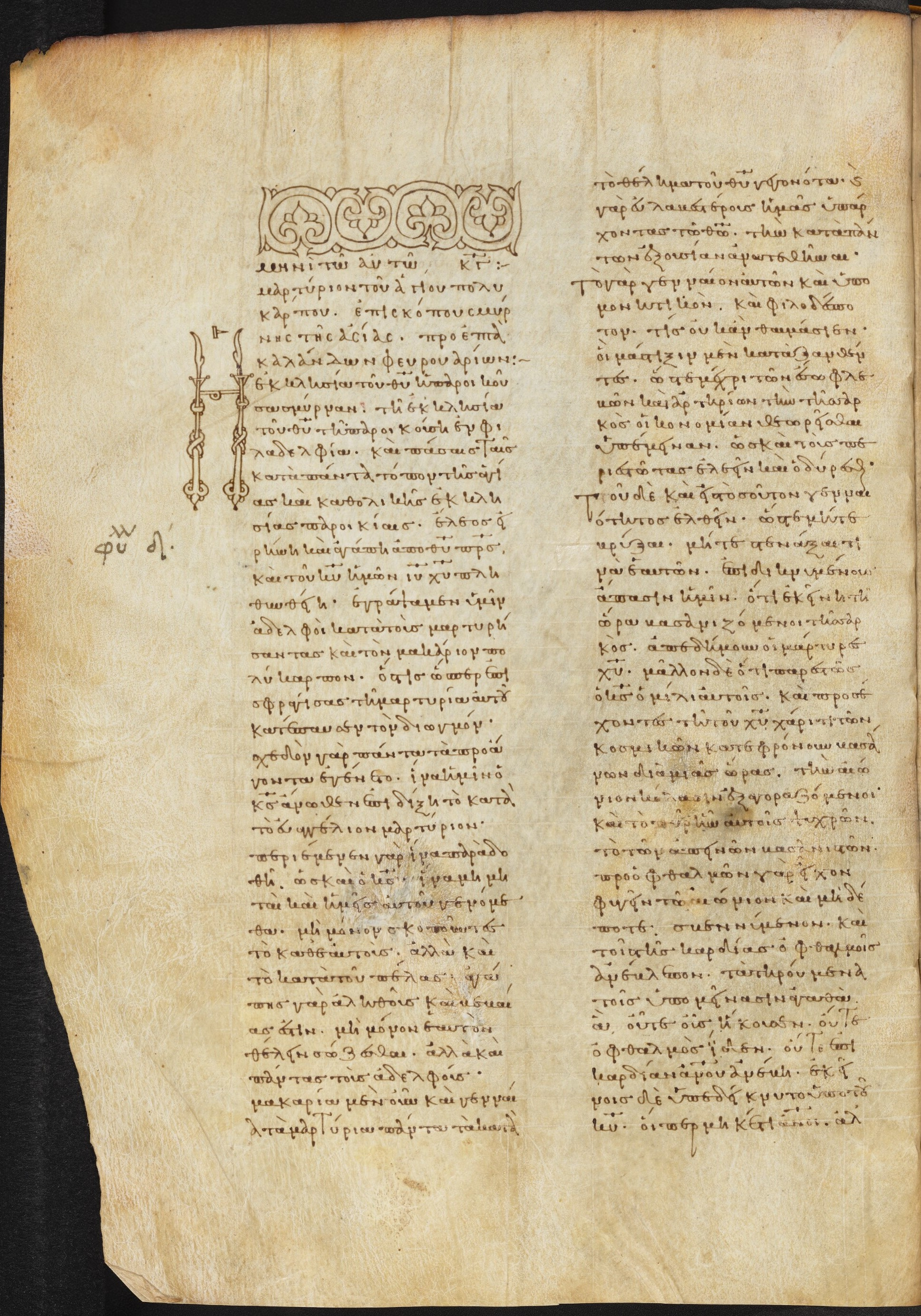
Beginn des Martyrium Polycarpi im Codex Baroccianus, 10. Jahrhundert (Bodleian Library)

Im Jahr 1889 veröffentlichte Joseph Barber Lightfoot eine kritische Edition des griechischen Textes des Martyrium Polycarpi. Dazu wertete er fünf mittelalterliche Menologien für den Monat Februar aus (der Todestag und daher auch Gedenktag Polykarps ist der 23. Februar):
- Sigel B: Codex Baroccianus 238 in Oxford[13], bereits 1647 von James Ussher für seine Erstausgabe genutzt und bis ins 19. Jahrhundert das einzige bekannte Manuskript des Polykarpmartyriums;
- Sigel G: Codex Parisinus graecus 1452 in Paris;
- Sigel V: Codex Vindobonensis gr. 3 in Wien;
- Sigel H: Codex Hierosolymitanus S. Sepulchri 1 in Jerusalem;
- Sigel M: Codex Mosquensis 390 in Moskau.

Karl Bihlmeyer nutzte für seine 1924 veröffentlichte, als klassisch geltende Edition der Apostolischen Väter außer diesen fünf Manuskripten noch den in Istanbul verwahrten Codex Chalcensis 95 (Sigel C). Athanasios Papadopoulos-Kerameus beschrieb 1886 erstmals den Codex Kosinitza, der nach 1938 als verschollen galt, aber 1983 von François Halkin in der Nationalbibliothek von Athen (Ms. 989) gefunden wurde; dieses Manuskript wird seitdem mit dem Sigel A bezeichnet. Alle Manuskripte mit Ausnahme des Codex Mosquensis bilden einen gemeinsamen Texttyp.
Eusebius von Caesarea referierte in seiner im frühen 4. Jahrhundert verfassten Kirchengeschichte das Martyrium Polykarps. Der Vergleich mit den Menologion-Manuskripten des Martyrium Polycarpi zeigt, dass Eusebius den Anfang zitierte, die Ausführungen über verschiedene christliche Märtyrer und die Flucht und Verhaftung Polykarps (MartPol 2,2–7,3) zusammenfasste und dann Polykarps Weg zum Martyrium, sein Verhör und seine Hinrichtung (MartPol 8,1–19,1) wieder zitierte. Allerdings nahm sich Eusebius auch dort, wo er zitierte, so viele Freiheiten, dass die von ihm benutzte Textfassung des Martyrium Polycarpi unsicher bleibt.
Im frühen Mittelalter entstand eine paraphrasierende lateinische Fassung des Martyrium Polycarpi. Die armenische, syrische, koptische und altkirchenslawische Fassung des Polykarpmartyriums sind Übersetzungen der entsprechenden Passagen in Eusebius’ Kirchengeschichte.
Bihlmeyer folgte bei der Herstellung des Textes dem Grundsatz, dass eine Übereinstimmung des Codex Mosquensis mit der Fassung des Eusebius für Ursprünglichkeit der betreffenden Lesart spricht. „Seine Textedition ist zum verbreiteten Handwerkszeug geworden und liegt auch den meisten Quellensammlungen von Märtyrertexten oder Neuausgaben der Apostolischen Väter … zu Grunde“. Boudewijn Dehandschutter wertete dagegen die Textfassung der Menologien höher als die des Eusebius; die von ihm von ihm vorgeschlagenen Änderungen an dem von Bihlmeyer hergestellten Text fallen inhaltlich allerdings kaum ins Gewicht.
Auf Lightfoot geht die Hypothese eines Corpus Polycarpianum zurück, einer von Pseudo-Pionius zusammengetragenen Schriftensammlung von und über Polykarp, die außer dem Martyrium Polycarpi auch den Brief des Polykarp an die Philipper und die Vita Polycarpi umfasste. Der Polykarp-Experte Dehandschutter lehnte diese Hypothese ab, die im 20. Jahrhundert wenige Anhänger fand. Otto Zwierlein vertrat sie 2014 aufs neue: Pseudo-Pionius „hat vermutlich um 400 eine Sammlung von ‘Polykarp-Schriften’ zusammengestellt (darunter auch das Martyrium Polycarpi und das Martyrium Pionii) und diese in eine von ihm selbst verfaßte Polykarpvita integriert bzw. um sie herum gruppiert. Er trägt die Verantwortung für eine große Zahl von Interpolationen, die wir heute mühsam aus den einst im Corpus zusammengeschlossenen, später teils individuell, teils im Verbund überlieferten Texten wieder auszusondern haben.“

## Datierung der Hinrichtung Polykarps
Das Jahr der Hinrichtung Polykarps ist der Ansatzpunkt für die Berechnung seiner Lebensdaten. Je nachdem ob man der Datumsangabe im Martyrium Polycarpi oder der Chronik des Eusebius von Caesarea folgt, differieren die Angaben um etwa zwölf Jahre:
- Frühdatierung: Viele Forscher halten die Angaben im chronologischen Nachtrag (MartPol 21) für historisch belastbar. Da C. Iulius Philippus von Tralles 149 als Asiarch bezeugt ist und L. Statius Quadratus 142 consul ordinarius war, sein Prokonsulat daher für 155 anzunehmen ist, ergibt sich daraus eine Frühdatierung des Todesdatums Polykarps um 155 n. Chr.[23]
- Spätdatierung: Eusebius von Caesarea datiert das Martyrium Polykarps in das 7. Regierungsjahr des Kaisers Mark Aurel (167/168); auch diese Datierung wird oft vertreten.

Einzelstimmen sind dagegen die Vertreter eines Martyriums um 177 oder nach 250.

## Authentizität und Integrität des Martyriumsberichts
Seit dem 19. Jahrhundert wurde in Frage gestellt, dass das Martyrium Polycarpi zeitnah zur Hinrichtung Polykarps verfasst wurde und auf Augenzeugenberichte zurückgeht. Anlass dazu gaben die Ähnlichkeiten des Polykarpmartyriums mit der Passion Jesu, die wunderhaften Züge und die voneinander abweichenden chronologischen Anhänge in den Manuskripten.
Viel rezipiert wurde eine Interpolationshypothese, die Hans von Campenhausen 1957 vorlegte. Demzufolge durchlief ein Augenzeugenbericht vier Redaktionen:
- Ein antimontanistischer Redaktor fügte die Figur des Quintus ein, der sich zum Martyrium drängt, dann aber versagt, während Polykarp das Martyrium nicht von sich aus sucht, sich darin aber bewährt. Dass dieser Erzählzug gegen die Montanisten gerichtet ist, ergibt sich daraus, dass die montanistische Bewegung in Phrygien beheimatet war und Quintus als Phrygier vorgestellt wird.
- Ein „Evangeliumsredaktor“ stellte Parallelen zwischen dem Martyrium Polykarps und der Passion Christi her.
- Ein weiterer Redaktor fügte wunderhafte Elemente hinzu.
- Datierung im Epilog und Kolophon sind noch jüngere Ergänzungen.

Durch Ausscheiden dieser Redaktionsschichten wollte von Campenhausen einen historischen Kern (Augenzeugenbericht) sichern.
Die jüngere Forschung hat sich mehrheitlich von Interpolationshypothesen abgewandt und betont, dass das Martyrium Polycarpi ein inhaltlich kohärenter, klar gegliederter Text sei. Dem Motiv der Christusnachahmung wird hohes Alter zuerkannt. Sowohl der Märtyrerkult als auch das liturgische Gebet, das Polykarp vor seiner Hinrichtung in den Mund gelegt wird, passen ins 2. Jahrhundert. Einen Augenzeugenbericht, der nur Tatsachen mitteilen wollte, hat es demnach nie gegeben, denn der Martyriumsbericht war als Verkündigung des Evangeliums mit praktischer Anwendung auf den eigenen Alltag (kerygmatisch-paränetisch) konzipiert.
Nach Einschätzung von Candida R. Moss sprechen „die rechtlichen Fragen, biblische Parallelen, der Gebrauch des Ausdrucks ,katholische Kirche’, das Verhalten des Quintus, die apologia für das Fehlen von Reliquien, die Epiloge im inventio-Stil und die Sorge über den Status der Märtyrer“ dafür, die Abfassung des in sich kohärenten Martyriumsberichts erst Mitte des 3. Jahrhunderts zu datieren.
Bart D. Ehrman urteilt, dass das Martyrium Polycarpi nicht zeitnah zum Tod des Polykarp, egal ob früh- oder spätdatiert, abgefasst wurde, sondern mindestens fünfzig Jahre später. „Es ist ein legendarischer Bericht, der einfach wie ein Augenzeugenbericht geschrieben wurde. Also ist es eine Fälschung. Die berichteten Ereignisse wurden bis in die Zeit des Verfassers mündlich überliefert, was zweifellos der Grund ist, warum es darin Reste historischer Reminiszenzen gibt, die im 2. Jahrhundert in der Tat Sinn machen.“

### Textausgaben und Übersetzungen
- Die Apostolischen Väter. Griechisch-deutsche Parallelausgabe auf der Grundlage der Ausgaben von Franz Xaver Funk / Karl Bihlmeyer und Molly Whittaker. Mit Übersetzungen von Martin Dibelius und Dietrich-Alex Koch. Neu übersetzt und herausgegeben von Andreas Lindemann und Henning Paulsen. Mohr Siebeck, Tübingen 1995.
- Gerd Buschmann: Das Martyrium des Polykarp (= Kommentar zu den Apostolischen Vätern, Band 6). Vandenhoeck & Ruprecht, Göttingen 1998.

### Monographien und Sammelbände
- Gerd Buschmann: Martyrium Polycarpi – eine formenkritische Studie: Ein Beitrag zur Frage der Entstehung der Gattung Märtyrerakte (= Beihefte zur Zeitschrift für die neutestamentliche Wissenschaft, Band 70). De Gruyter, Berlin / New York 1993.
- Boudewijn Dehandschutter: Polycarpiana: Studies on Martyrdom and Persecution in Early Christianity, Collected Essays. Peeters, Leuven u. a. 2007.
- Boudewijn Dehandschutter: Martyrium Polycarpi: Een literair-kritische studie. Universitaire Pers, Leuven 1979.
- Bart D. Ehrman: Forgery and Counterforgery: The Use of Literary Deceit in Early Christian Polemics. OUP,  New York 2013.
- Otto Zwierlein: Die Urfassungen der Martyria Polycarpi et Pionii und das Corpus Polycarpianum. 2 Bände. De Gruyter, Berlin / Boston 2014.

### Artikel
- Theofried Baumeister: Die Norm des evangeliumgemäßen Blutzeugnisses: Das Martyrium Polycarpi als vorsichtige exhortatio ad martyrium. In: Georg Schöllgen, Clemens Scholten (Hrsg.): Stimuli: Exegese und ihre Hermeneutik in Antike und Christentum, FS Ernst Dassmann (= Jahrbuch für Antike und Christentum, Ergänzungsband 23). Aschendorff, Münster 1996, S. 122–128.
- Gerd Buschmann: Das Martyrium des Polykarp. In: Wilhelm Pratscher (Hrsg.): Die Apostolischen Väter: Eine Einleitung. Vandenhoeck & Ruprecht, Göttingen 2009, S. 147–169.
- Hans von Campenhausen: Bearbeitungen und Interpolationen des Polykarpmartyriums. Winter, Heidelberg 1957. Wieder abgedruckt in: Hans von Campenhausen: Aus der Frühzeit des Christentums. Studien zur Kirchengeschichte des ersten und zweiten Jahrhunderts, Tübingen 1963, 253–301
- Boudewijn Dehandschutter: Polycarp of Smyrna: Some Notes on the hagiography and homiletics about a Smyrnaean Martyr. In: Heike Grieser, Andreas Merkt (Hrsg.): Volksglaube im antiken Christentum. WBG, Darmstadt 2009, S. 125–137.
- Boudewijn Dehandschutter: The Martyrium Polycarpi: A Century of Research. In: Aufstieg und Niedergang der römischen Welt, Band 2.27.1. De Gruyter, Berlin / New York 1993, S. 485–522.
- Paul A. Hartog: Polycarp's Epistle to the Philippians and the Martyrdom of Polycarp. In: Michael F. Bird,  Scott Harrower (Hrsg.): The Cambridge Companion to the Apostolic Fathers. Cambridge University Press, Cambridge u. a. 2021, S. 226–247.
- Michael W. Holmes: Dating the Martyrdom of Polycarp. In: Early Christianity, Band 9 (2018), S. 181–200.
- Candida R. Moss: Nailing Down and Tying Up: Lessons in Intertextual Impossibility from the Martyrdom of Polycarp. In: Vigiliae Christianae, Band 67 (2013), S. 117–136.
- Candida R. Moss: On the Dating of Polycarp: Rethinking the Place of the Martyrdom of Polycarp in the History of Christianity. In: Early Christianity, Band 1 (2010), S. 539–574.
- Hans Georg Thümmel: Polykarp und kein Ende: Zum Polykarp-Martyrium. In: Zeitschrift für Antikes Christentum, Band 16 (2013), S. 550–553.